# Francisco Jiménez Irungaray
Francisco José Jiménez Irungaray (Ciudad de Antigua Guatemala, Barrio la Candelaria, 19 de julio de 1963) es un filósofo, catedrático y político guatemalteco que se desempeña como ministro de Gobernación de Guatemala desde 2024 durante el gobierno del presidente Bernardo Arévalo, previamente ocupó ese cargo durante seis meses, de 2008 a 2009 durante el gobierno de Alvaro Colom. Ha sido catedrático en diferentes universidades en cursos relacionados con filosofía, políticas públicas, ética política, entre otros.

## Biografía
Estudió filosofía en la Pontificia Universidad Gregoriana donde obtuvo el grado de doctor. Se ha desempeñado como profesor de distintos cursos relacionados con ciencias políticas, filosofía y seguridad ciudadana, en diferentes universidades entre estas la Universidad Rafael Landívar.

## Carrera política
En septiembre de 2003, fue nombrado como Secretario de Asuntos Estratégicos por el presidente Alfonso Portillo. En 2008 fue nombrado ministro de gobernación por el presidente Álvaro Colom, en sustitución de Vinicio Gómez quién falleció en un accidente de helicóptero. Solo duró 6 meses en el cargo siendo sustituido por el entonces alcalde de Villa Nueva, Salvador Gándara. En enero de 2009 fue removido del cargo, según el presidente para fortalecer los planes de seguridad, tomando en cuenta que el año anterior los asesinatos habían aumentado 8.35%, aunque se murmuró que se debió a presiones de Sandra Torres, entonces esposa del presidente para nombrar a Gándara a quién era cercana.
Inmediatamente después de dejar su puesto fue asignado como Coordinador de la Secretaría Técnica del Consejo Nacional de Seguridad, posición que ocupó hasta enero del 2011.
Ha mantenido relación profesional con Bernardo Arévalo, quién en 2023 ganó las elecciones presidenciales de Guatemala, en la primera reunión de transición con el gobierno saliente de Giammattei fue delegado como coordinador de gobernación y desde entonces se ha encargado del tema relacionado con dicho ministerio. Fue confirmado como ministro de gobernación y asumió el cargo en enero de 2024.

## Controversias
Fue sindicado por la Comisión Internacional Contra la Impunidad en Guatemala en un caso relacionado con el Registro Nacional de las Personas por incumplimiento de deberes y abuso de autoridad al adjudicar de manera anómala un contrato a una empresa por Q.868,195,836,30 (US$110 millones) para emitir el Documento Personal de Identificación en el 2008 cuando esta solamente tenía 1 año de haberse constituido, al haber sido miembro del directorio de dicha entidad por ser ministro de gobernación. Estuvo en prisión preventiva desde 2012, en abril de 2021 el jefe de la Fiscalía Especial contra la Impunidad Juan Francisco Sandoval anunció que el caso se reactivaría al incorporar a la Procuraduría General de la Nación.